# Peavey-Haglin Experimental Concrete Grain Elevator

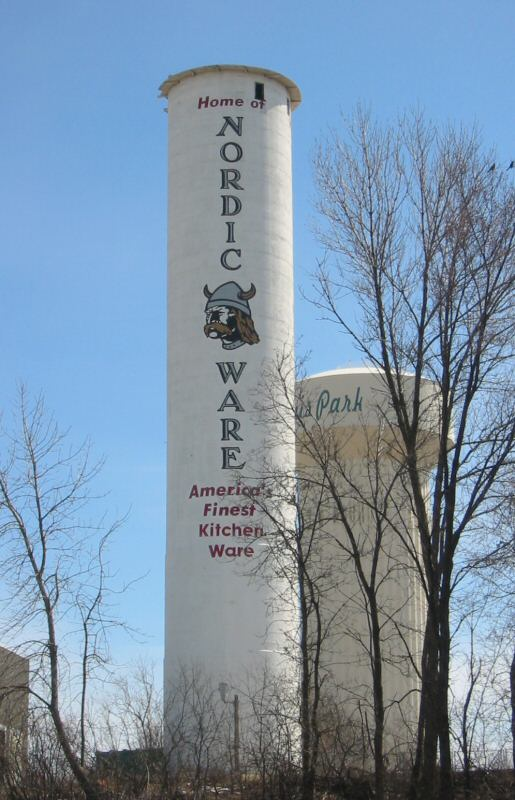
Der Getreidesilo wurde 1899–1900 errichtet. Er steht noch heute. Das Zeichen wirbt für Nordic Ware, den derzeitigen Besitzer des Bauwerkes.

 Der Peavey-Haglin Experimental Concrete Grain Elevator ist ein 1899–1900 errichteter runder Silo aus Beton zur Lagerung von Getreide und war das erste Bauwerk dieser Art in den Vereinigten Staaten und möglicherweise weltweit. Er ist bemerkenswert, weil er die Verwendungsmöglichkeit von Beton bei der Konstruktion von Getreidesilos bewiesen hat. Zuvor waren diese aus Holz gebaut und waren deshalb kostenintensiv und feueranfällig. Er steht in St. Louis Park in der Nähe der Kreuzung von Minnesota State Route 7 und Minnesota State Route 100 an einer früheren Bahnlinie der Minneapolis and St. Louis Railway.
Das Bauwerk wurde durch Frank Peavey, dem Eigentümer eines großen Getreidehandelsunternehmens in Auftrag gegeben und durch den Ingenieur Charles F. Haglin aus Minneapolis geplant und erbaut. Dieser errichtete auch als Bauunternehmer die Minneapolis City Hall, das Grain Exchange Building, das Pillsbury Building und das Radisson Hotel. Der Silo wurde gebaut, indem man Beton in hölzerne Formen fließen ließ, die durch stählerne Reifen zusammengehalten wurden. Die Ingenieure waren anfangs zögernd, da ihnen nicht klar war, wie viel Druck das Bauwerk aushalten kann und begrenzten deswegen die Höhe auf 68 Fuß, etwa 20,7 m. Nach einem Belastungstest, bei dem der Silo gefüllt und wieder geleert wurde, erhöhte man das Bauwerk bis zu seiner jetzigen Höhe von 125 Fuß (etwa 38 m). Der Innendurchmesser beträgt 20 Fuß (6,1 m) und die Wandstärke beträgt 12 Zoll (30,5 cm) in der Nähe des Fundaments und nimmt bis zur Spitze auf 8 Zoll (20,3 cm) ab.
Obwohl der Belastungsversuch erfolgreich verlief, wurde der Silo nie wieder befüllt, seine Konstruktionsweise ebnete jedoch den Weg für viele andere Getreidesilos in dieser Bauart quer durch die Vereinigten Staaten.
Das Bauwerk wurde es am 19. Dezember 1978 in das National Register of Historic Places eingetragen, am 21. Dezember 1981 zur National Historic Landmark erklärt und 1983 von der American Society of Civil Engineers in die List of Historic Civil Engineering Landmarks aufgenommen.